# Löhbusch
Löbusch ist ein Wohnplatz in der Gemeinde Kürten im Rheinisch-Bergischen Kreis.

## Lage und Beschreibung
Der Ort liegt zwischen Olpe und Erlenbusch.

## Geschichte
Löhbusch wurde erstmals im Jahr 1371 als Loͤgenbusch (oͤ = Buchstabe des lateinischen Schriftsystems, bestehend aus einem „o“ mit einer übergesetzten „e“ Minuskel) urkundlich erwähnt. Der Appellativ im Ortsnamen ist Busch (= „Strauch“, „Niederwald“, „Gestrüppwald“), das Bestimmungswort leitet sich von Loh (= „Wald“ oder „Feuchtgebiet“) ab.
Ab der Preußischen Uraufnahme von 1840 ist er auf Messtischblättern regelmäßig als Löhbusch verzeichnet.
Der 1845 laut der Uebersicht des Regierungs-Bezirks Cöln als isoliertes Haus kategorisierte Ort besaß zu dieser Zeit ein Wohnhaus. Zu dieser Zeit lebten vier Einwohner im Ort, davon alle katholischen.
Die Gemeinde- und Gutbezirksstatistik der Rheinprovinz führt Löbusch 1871 mit einem Wohnhaus und fünf Einwohnern auf.
Im Gemeindelexikon für die Provinz Rheinland von 1888 werden ein Wohnhaus mit vier Einwohnern angegeben.
1895 hatte der Ort ein Wohnhaus und sechs Einwohner, der Ort wird Löhbusch genannt.
1905 besaß der Ort ein Wohnhäuser und sieben Einwohner und gehörte konfessionell zum katholischen Kirchspiel Olpe.
1927 wurden die Bürgermeisterei Olpe in das Amt Olpe überführt. In der Weimarer Republik wurden 1929 die Ämter Kürten mit den Gemeinden Kürten und Bechen und Olpe mit den Gemeinden Olpe und Wipperfeld zum Amt Kürten zusammengelegt. Der Kreis Wipperfürth ging am 1. Oktober 1932 in den Rheinisch-Bergischen Kreis mit Sitz in Bergisch Gladbach auf.
1975 entstand aufgrund des Köln-Gesetzes die heutige Gemeinde Kürten, zu der neben den Ämtern Kürten, Bechen und Olpe ein Teilgebiet der Stadt Bensberg mit Dürscheid und den umliegenden Gebieten kam.